# كلاوديا سيسلا
كلاوديا سيسلا (بالبولندية:Claudia Ciesla) فنانة ومغنية وعارضة ولدت في 12- شباط- 1987 م، في بولندا، من أب بولندي وأم ألمانية.
بدأت كلاوديا العمل كعارضة وهي في سن الخامسة عشر من عمرها في مجال الأزياء والرقص، وفي 9-11-2007 نشرت أولى مقابلاتها على الموقع الإلكتروني المتخصص Castin agentur
في ربيعها السابع عشر انتقلت كلاويا للعيش في مدينة بامبرغ الألمانية وأصبحت فيما بعد عارضة على صفحات الإنترنت واشتهرت باسم سي كلاوديا (CClaudia)، ولكنها كانت تستخدم اسمها الحقيقي أيضاً في بعض الأحيان.
في شهر آذار من العام 2006م فازت كلاوديا في تصويت المشتركين على موقع «أوتو بيلد» الإلكتروني الشهير وقد حصدت معظم الأصوات لتكون في طليعة منافسيها حيث قام أكثر من 350000 شخص بترشيحها لتصبح "فتاة ألمانيا الأولى” لعام 2006"، كما اختارتها «بيلد» لتكون فتاة كأس العالم لكرة القدم 2006 في ألمانيا، وقد تصدرت كلاوديا الصفحات الأولى لجميع إصدارات «بليد» السبعة طيلة فترة فعاليات كأس العالم.
في العام 2007 ظهرت كلاوديا في العرض المسرحي الغنائي الألماني "Beach baby constance" على شبكة الإنترنت وقد لعبت جزءً من دور " دايسي فاندنبغ،
في عام 2008 وخلال تواجدها بالنمسا اختيرت كلاوديا لتفوز بلقب "ملكة الثلج" لعام 2008. في الموسم السياحي 2007-2008 ستمثل أحد أرقى وأغني المنتجعات السياحية "قرية التزلج في العالم.
نشرت وكالة الصحافة الهندية خبراً عن اعتزام كلاوديا الظهور في السينما الهندية من خلال فيلم «كارما Karma» وسيشاركها في البطولة النجمان «ألما ساراسي» و«دي جي بيري» مع مجموعة من فريق عمل سينمائي عالمي وسيتم تصوير الفيلم في الهند، وفي مقابلة نشرت في 30- 1- 2008 مع مخرج الفيلم السيد م.س. شاه جان أشار إلى أن هناك مهام أخرى تنتطر كلاوديا في بوليوود.> قامت كلاوديا بتسجيل أولى أغنياتها لصيف2008 وهي بعنوان I love dancing I Espania
الأغنية من كلمات المؤلف البريطاني Gordon Lorenz جوردن لورنز
.

## انظرايضا
- إديثا غورنياك
- ماجدالينا تول

## وصلات خارجية
- كلاوديا سيسلا على موقع IMDb (الإنجليزية)
- كلاوديا سيسلا على موقع قاعدة بيانات الفيلم (الإنجليزية)